# Ennomos lacertinaria
Ennomos lacertinaria är en fjärilsart som beskrevs av Sulzer 1776. Ennomos lacertinaria ingår i släktet Ennomos och familjen mätare. Inga underarter finns listade i Catalogue of Life.